# Округ Хил (Монтана)
Хил (енгл. Hill County) је округ у америчкој савезној држави Монтана.

## Демографија
По попису из 2010. године број становника је 16.096, што је 577 (-3,5%) становника мање него 2000. године.
| Група             | 2000.          | 2010.          |
| Белци             | 13.191 (79,1%) | 11.741 (72,9%) |
| Афроамериканци    | 15 (0,1%)      | 50 (0,3%)      |
| Азијати           | 62 (0,4%)      | 67 (0,4%)      |
| Хиспаноамериканци | 208 (1,2%)     | 373 (2,3%)     |
| Укупно            | 16.673         | 16.096         |